# Visage (Computerspiel)
Visage ist ein Survival-Horror-Computerspiel von SadSquare Studio. Das Spiel wurde über die Crowdfunding-Plattform Kickstarter finanziert.

## Handlung
Visage spielt in einem riesigen Haus, in dem schreckliche Dinge geschehen sind. Das Setting sind die 1980er in einer abgelegenen Stadt. Das Haus, in dem sich die Charaktere befinden, steht seit Jahrhunderten, und das Fundament scheint nie zu verfallen. Dutzende von Familien haben hier gelebt. Viele von ihnen starben brutal, während andere ihr Leben friedlich in ihrem geliebten Zuhause verbrachten.
Der Spieler durchlebt Fragmente der Geschichte des Hauses, jedes davon bringt ihn näher an das heran, was hinter der dunklen Geschichte des Ortes steckt. Der Spieler erlebt aus erster Hand, wie Menschen in dem schrecklichen Haus starben. Jeder Tod hat seine eigene Visage.

## Spielprinzip
In Visage dient ein verlassenes Haus der 80er-Jahre, in dem schreckliche Ereignisse geschehen sind, als Ausgangspunkt. Dort soll der Spieler Fragmente der Geschichte nacherleben können. Die Entwickler setzen auf psychologischen Horror durch die vermeintliche Normalität des Hauses und weniger auf Jumpscares. Der Spieler wird aus der Egoperspektive gesteuert und sammelt Gegenstände auf, untersucht und benutzt sie, z. B. Videokassetten, und interagiert mit der Umgebung sowie dunklen Entitäten. Die Spielfigur kann sich nicht verteidigen, es stehen keine Waffen zur Verfügung, und maximal fünf Gegenstände gleichzeitig mit sich führen. Die Türen lassen sich im Amnesia-Stil langsam öffnen.
Das Haus ist in großen Teilen von Anfang an frei erkundbar, wobei dem Spieler meist mehrere Wege zur Verfügung stehen, die unterschiedlichen Abschnitte zu erreichen. Einige Bereiche sind durch verschlossene Türen zunächst unzugänglich, erst muss der passende Schlüssel gefunden werden. Auf dem Weg liegen zahlreiche Hindernisse und Bedrohungen. Zum Beispiel leidet die geistige Gesundheit der Spielfigur, wenn sie sich zu lange an dunklen Orten aufhält. Feuerzeuge, Glühbirnen oder Kerzen erlauben es dem Spieler, sich länger in lichtlosen Bereichen zu bewegen. Die Geister der verstorbenen manipulieren die Spielumgebung und erschweren damit das Vorankommen.

## Entwicklungs- und Produktionsgeschichte
Die Entwicklung von Visage begann im Januar 2015. Das Spiel wurde erfolgreich durch eine Kickstarter-Kampagne finanziert, die von Januar bis März 2016 lief. Laut Entwickler soll der Einsatz von sogenannten Jumpscares auf ein Minimum reduziert sein. Die Spieler spielen als Dwayne, der beauftragt wird, das Haus und seine Umgebung zu untersuchen, um die schreckliche Wahrheit aufzudecken. Das Spiel verwendet einen atmosphärischen Soundtrack, der auch Hinweise gibt, um die Spieler auf Gefahren im Haus hinzuweisen. Das Spiel soll mehrere Enden haben und die Entwickler sagen, dass es kein einfaches Spiel ist und es etwa 8 bis 10 Stunden dauert, um die Hauptgeschichte zu vollenden.
Am 12. September 2018 kündigte Sad Square Studio auf seiner Facebook-Seite an, dass „wir bestrebt sind, in diesem Monat eine spielbare Version des Spiels auf dem PC zu veröffentlichen. Eine Verzögerung ist SEHR unwahrscheinlich, aber dennoch möglich. Wir werden euch es wissen lassen, sobald wir es wissen.“
Eine Demo des Spiels wurde im Oktober 2018 auf der digitalen Vertriebsplattform Steam veröffentlicht; das komplette Spiel sollte im Februar 2019 erscheinen. Die Veröffentlichung von Visage erfolgte schließlich im Oktober 2020.

## Rezeption
Visage wurde eher positiv bewertet. Bei Metacritic hält das Spiel 81 von 100 Punkten, aufbauend auf 14 Kritiken. Aus 58 Nutzerbewertungen ergibt sich mit 4,1 aus 10 Punkten ein deutlich niedrigerer Stand (August 2023). Im Katalog von MobyGames hat der Titel einen „Moby Score“ von 7,4. Basierend auf 7 Kritikermeinungen ergibt sich eine durchschnittliche Bewertung von 79 % (August 2023). Dabei werden häufig der gelungene Horror und die düstere Atmosphäre gelobt, auf Kritik stößt vor allem die umständliche Verwaltung der Gegenstände.
Für 4Players schreibt Alice Wilczynski, Visage schaffe es erfolgreich, die „Ideen von P.T. als Fundament für ein verdammt gruseliges Horrorspiel zu nutzen“. Die „Irrungen und Wirrungen“ des riesigen Hauses blieben „bis zum Ende spannend und fügen sich atmosphärisch in die tragische Geschichte der Figuren ein“. Der Horror entstehe dabei nicht nur durch die „tollen Soundeffekte und Schreckmomente“, sondern insbesondere „durch die sich stetig verändernde Spielwelt, in der man sich zu keiner Zeit sicher fühlt“. Allerdings könnten die „kniffligen Rätsel auf Dauer zu Frustmomenten“ führen, wenn man etwa das Haus nach einem übersehenen Gegenstand durchsuchen müsse. Das „schwerfällige Öffnen von Türen und das teils fummelige Management von Gegenständen“ nage ebenfalls an der „Erkundungslust“. Insgesamt bleibe Visage dennoch ein kreatives und „fantastisches Beispiel für psychologischen Horror“.
Visage beginne bereits mit einem „Paukenschlag“ und lasse einen danach nicht mehr los. Weiter hält Daniel Tack bei Game Informer fest, das Spiel steigere laufend die Spannung und das „köstliche Grauen“. Durch den effektiven Einsatz einer abschreckenden Atmosphäre und genau der richtigen Menge an Schockmomenten und Überraschungen, sei Visage das „Spukhaus aus der Hölle“. Tack bemängelt ebenfalls das „schlechte“ Inventar-Management sowie einige technische Fehler. Diese Ärgernisse könnten allerdings nicht die Tatsache erschüttern, dass Visage den „Terror unglaublich gut umsetzt“.